# Sayoa
El monte Sayoa (en euskera Saioa) es la cumbre más alta de un macizo de hermosas cumbres, que lleva el mismo nombre. Está situado entre los puertos de Velate y Artesiaga. Sus 1419 metros le hacen ser la cumbre más alta del valle del Baztán, que domina desde el sur. Frecuentemente se le considera la montaña de más de mil metros más occidental de los Pirineos.
La ruta más utilizada, a pesar de no ser la más corta, es la que parte de lo alto del puerto de Velate. También desde el puerto de Artesiaga se accede a la cima sin dificultad alguna.